# 243 이다
243 이다(독일어·영어: 243 Ida)는 소행성대에 있는 코로니스족의 소행성으로, 1884년 9월 29일에 요한 팔리사가 발견하여 그리스 신화에 나오는, 크레타섬 이디산에 살던 님프 이다의 이름을 붙였다. 이후 망원경 관측으로 이다는 내부 소행성대에서 가장 흔한 형태인 S형 소행성으로 분류되었다. 1993년 8월 28일에는 목성 탐사선 갈릴레오 호가 이다의 중력을 이용해 목성으로 궤도를 수정하기 위해 이다에 접근하였다. 이로써 이다는 우주선이 근접한 두 번째 소행성이자 위성을 가진 소행성 중 최초로 발견된 소행성으로 기록되었다.
소행성대의 다른 소행성들처럼 이다의 궤도는 화성과 목성 사이에 놓여 있다. 공전 주기는 4.84년이며, 자전 주기는 4.63 시간이다. 이다의 평균 직경은 31.4 km로, 울퉁불퉁하고 길다란 모양을 가지고 있는데, 마치 크루아상빵처럼 두 개의 다른 물체가 서로 붙어 있는 것처럼 보인다. 표면은 태양계 내에서 가장 심하게 충돌구로 덮여 있는 천체 중 하나로, 충돌구들의 크기와 오래된 정도가 매우 다양하다.
이다의 위성 다크틸은 갈릴레오가 전송한 사진에서 연구원 앤 하치가 발견했으며, 이다 산에 산다는 그리스 신화상의 생물 다크틸로이의 이름을 따 명명했다. 다크틸의 직경은 이다의 12분의 1인 1.4 킬로미터에 불과하다. 다크틸과 이다는 많은 공통점을 가지고 있으며, 두 천체의 기원이 같다고 주장되기도 한다.
갈릴레오가 전송한 사진과 이다의 구성 성분을 후속 조사한 결과 S형 소행성의 지질에 대한 많은 정보를 얻을 수 있었다. 갈릴레오의 접근 통과 이전에는 소행성의 광물 조성을 설명하기 위해 여러 이론들이 난무했다. 소행성의 구성 성분을 확실히 앎으로써 소행성대가 기원인 운석과 성분을 상호 관련시킬 수도 있는데, 소행성을 접근 통과하며 얻은 데이터들은 지구 표면에서 가장 많이 발견되는 보통 콘드라이트 유성체의 기원으로 S형 소행성을 가리키고 있다.

## 발견과 관측
이다는 1884년 9월 29일 빈 천문대에서 오스트리아의 천문학자 요한 팔리사에 의해 발견되었으며, 팔리사가 발견한 45번째 소행성이었다. 이다는 빈의 양조장 사업가이자 아마추어 천문학자였던 모리츠 폰 쿠프너가 그리스 신화에서 크레타섬의 이디산에 살면서 어린 제우스를 길렀던 님프 이다의 이름을 따서 명명했다. 1918년에는 키요츠구 히라야마가 이다를 코로니스족으로 인정했다.
1980년에 천문학자 데이비드 J. 톨런과 에드워드 F. 테데스코가 ECAS의 일환으로 이다의 반향 스펙트럼을 측정했다. 이다의 스펙트럼은 S형 소행성의 스펙트럼과 들어맞았다. 1993년 초에는 미 해군 천문대와 오크리지 천문대에서 이다를 자주 관측했다. 이 관측으로 이다의 태양 공전 궤도를 측정했으며, 이후 갈릴레오가 이다 상공 60 킬로미터 지점을 접근 통과하기 전까지 자료의 불확실성을 줄일 수 있었다.

## 탐사

지구에서 발사되었을 때부터 소행성대를 거쳐 목성의 위성궤도 진입까지. 갈릴레오의 이동 궤적.

### 갈릴레오의 접근 통과
1993년, 목성 탐사선 갈릴레오 호가 목성 탐사의 부차적 임무로 이다와 가스프라를 방문했다. 이전의 어떤 임무에서도 이런 접근 통과를 시도한 적은 없었다. 갈릴레오는 1989년 10월 18일, 애틀랜티스 우주왕복선의 STS-34 임무 때 위성궤도로 올려졌다. 갈릴레오의 진행 방향을 이다 쪽으로 돌리는 데는 34 킬로그램의 추진제가 소비되었다. 임무 입안자들은 소행성 탐사를 하고 나서도 목성을 탐사하는 데 필요한 연료가 충분히 남아 있다는 점을 확실히 하기 전까지 접근 통과 시도 결정을 미루었다.

접근 통과 때 촬영한 사진 모음. 이다의 자전을 보여주고 있다.

갈릴레오는 목성으로 향하는 도중 소행성대에 두 번 들렀는데, 두 번째 방문 때인 1993년 8월 28일, 갈릴레오는 이다를 상대속도 초속 12,400 미터의 속도로 접근 통과했다. 갈릴레오에 탑재된 카메라는 이다와 240,350 킬로미터 떨어져 있을 때부터 관측을 시작하여, 가장 근접했을 때는 2,390 킬로미터 거리까지 접근했다. 이로써 이다는 가스파라에 이어 우주선에 의해 촬영된 두 번째 소행성이 되었다. 이 근접 통과 때 이다 표면의 약 95%가 밝혀졌다.
우주선의 고주파 안테나가 영구 장애를 일으키는 바람에 그때까지 이다를 촬영한 많은 사진은 전송이 연기되었고, 해상도 31 ~ 38 m/픽셀의 고해상도 사진 다섯 장이 1993년 9월 처음으로 수신되었다. 나머지 사진은 우주선이 지구에 가까울 때 전송하여 전송 시간을 단축시키기 위해 전송을 미루었다가 다음 해 봄에 전송되었다.

### 발견
갈릴레오가 가스파라와 이다를 접근 통과했을 때 얻어진 데이터와 더불어, 1996년 발사된 니어 슈메이커 소행성 임무 덕분에 소행성 지질학의 본격적인 연구가 가능해졌다. 이다의 비교적 큰 표면에는 다양한 지질학적 특징이 나타난다. 또한 이다의 위성이자 최초로 발견된 소행성 위성인 다크틸의 발견으로 이다의 구성에 대한 자료가 추가로 제공되었다.
분광 분석 결과, 이다는 S형 소행성으로 분류된다. S형 소행성의 성분은 불확실했으나, 갈릴레오의 접근 통과 이후 보통 콘드라이트(OC) 운석이나 석철질운석에서 발견되는 광물 중 하나로 해석되었다. 장기간 안정한 상태를 유지하고 있는 다크틸의 궤도로 보면 이다의 밀도는 3.2 g/cm3 보다는 낮을 것으로 추정된다. 이는 석철질의 함유를 배제했을 경우로, 만약 이다가 철과 니켈이 풍부한 밀도 5 g/cm3의 물질로 이루어졌다면 이다의 40% 이상은 빈 공간으로 이루어져 있어야 한다.

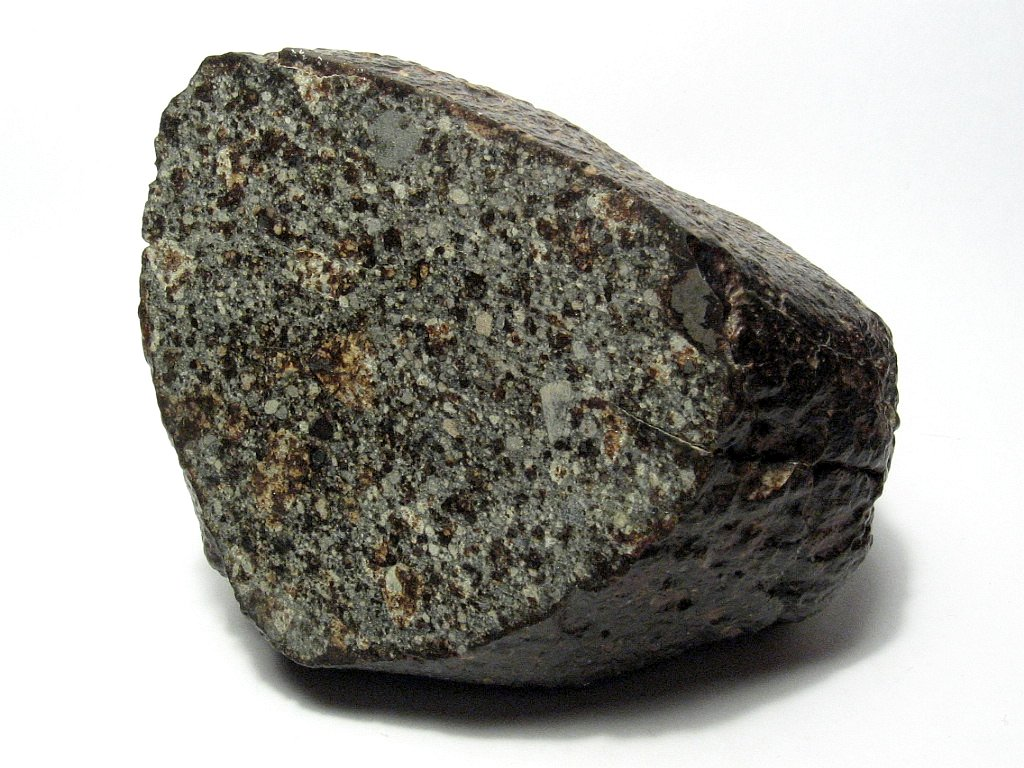
보통 콘드라이트(OC) 운석 덩어리.

갈릴레오는 이다에서 우주 풍화가 일어남에 따라 오래된 지역은 시간이 지나면서 붉은 색조로 변해간다는 것을 발견했다. 위성 다크틸에서도 같은 작용이 일어나지만 다크틸의 변화는 보다 작은 편이다. 이다 표면의 풍화로 그 구성을 보다 자세히 알 수 있게 되었다. 최근에 노출된 부분의 반사 스펙트럼은 OC 운석과 유사하지만 오래된 부분은 S형 소행성과 스펙트럼이 일치한다.
이다에서 우주 풍화 작용과 낮은 밀도를 발견함으로써, S형 소행성과 OC 운석 사이의 관계에 대한 새로운 이해의 장이 열렸다. S형 소행성은 소행성대의 안쪽 부분에서 가장 많은 종류의 소행성이고, OC 운석 역시 지구 표면에서 발견되는 유성체 중 가장 흔한 형태이다. 그러나 S형 소행성을 원격 관측하여 측정한 반사 스펙트럼은 OC 운석과 일치하지 않았다. 갈릴레오의 이다 접근 통과는 S형 소행성, 그 중에서도 코로니스족 소행성들이 이 운석들의 원천일 수 있다는 사실을 시사한다.

## 물리적 특성

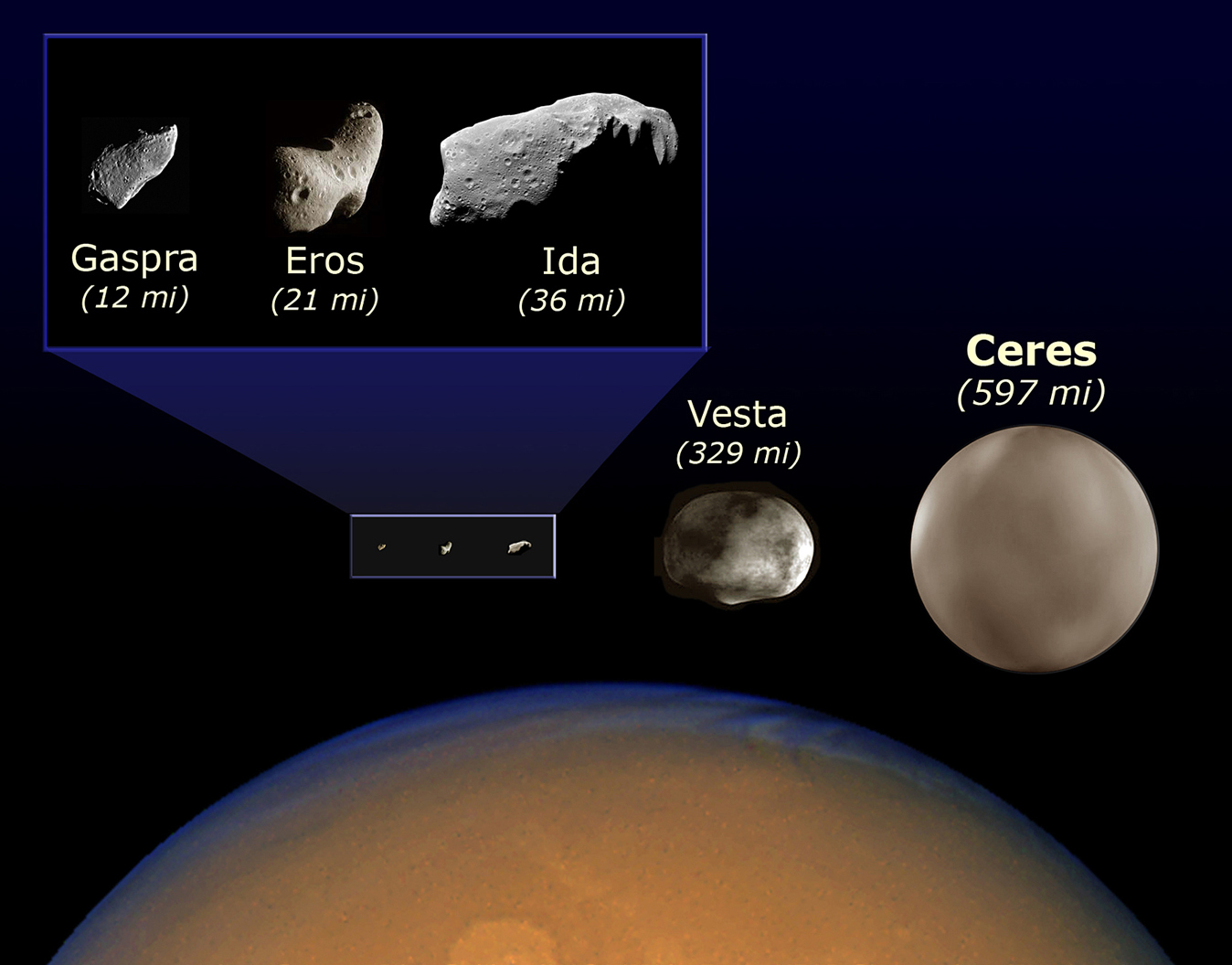
이다와 다른 천체들의 크기 비교. 10시부터 시계 방향으로 돌면서 가스파라, 에로스, 이다, 베스타, 세레스, 화성.

이다의 질량은 3.65×1016 kg ~ 4.99×1016 kg이다. 이다의 중력장은 그 표면에 약 0.3 cm/s2에서 1.1 cm/s2의 가속도를 만들어낸다. 이 장은 너무 약해서 만약 우주 비행사가 이다의 한쪽 끝에서 점프를 하면 다른 쪽 끝까지 날아갈 수 있으며, 20 m/s 초과의 속도로 운동하는 물체면 소행성에서 완전히 벗어날 수 있다.

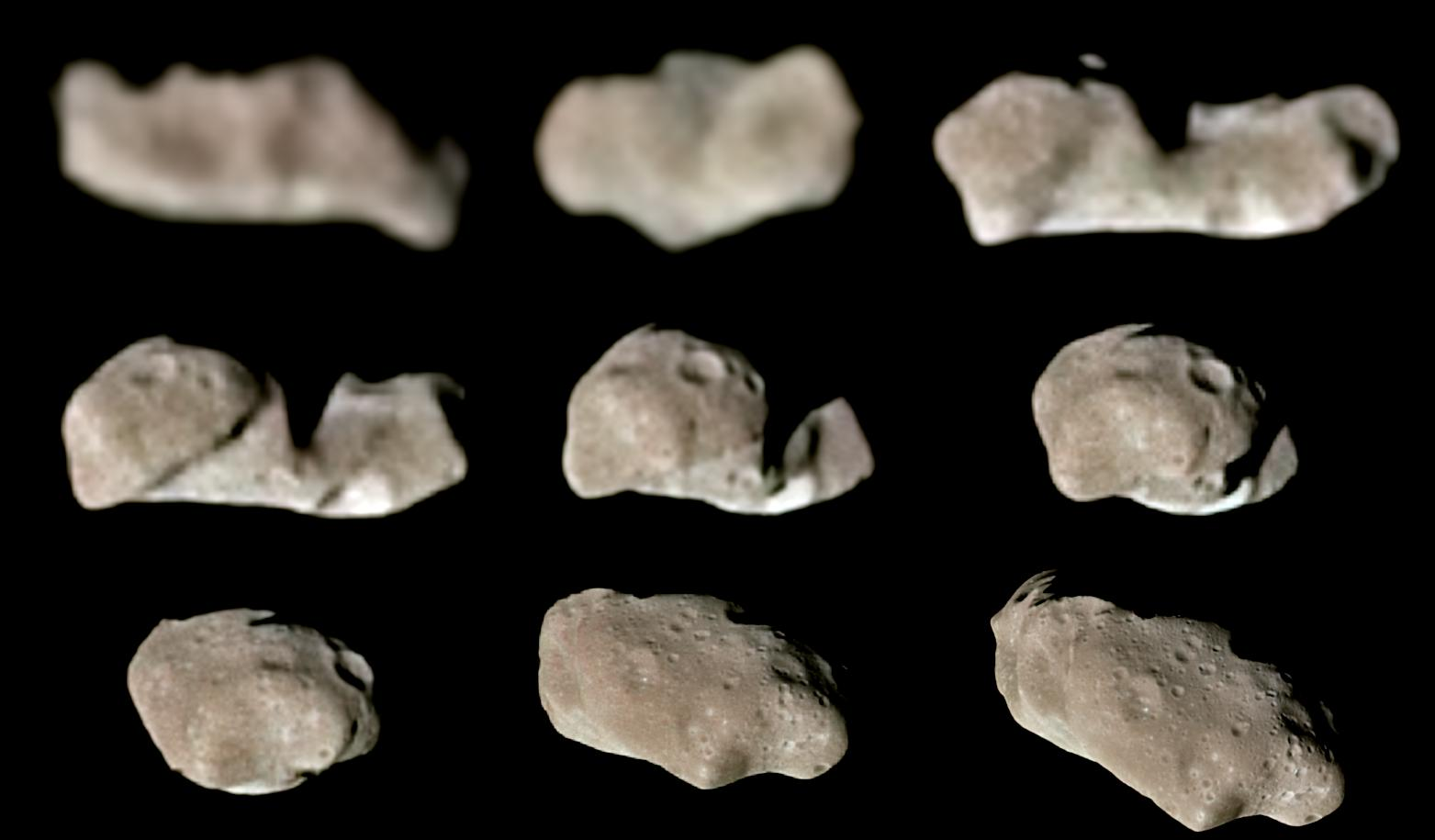
자전하는 이다의 연속적 이미지.

이다는 울퉁불퉁한 표면에 마치 크루아상처럼 생긴 길쭉한 모양의 소행성이다. 이다는 세로 길이가 가로 길이보다 2.35배 길며, 전체 소행성을 지질학적으로 서로 다른 두 개의 부분으로 가르는 "허리" 부분이 존재한다. 이렇게 꼬인 모양은 이다가 두 개의 크고 단단한 구성 요소 사이의 틈에 암설(돌 부스러기)이 채워짐으로써 형성되었다는 것을 시사한다. 그러나 갈릴레오의 고해상도 사진에서는 그런 암설 구조가 발견되지 않았다. 이다에는 경사가 약 50°쯤 되는 가파른 사면도 존재하지만, 보통 사면들의 경사는 35°를 초과하지 않는다. 이다의 울퉁불퉁한 모양은 중력장이 매우 불균등한 원인이 된다. 자전으로 인한 원심력과 두 덩어리 부분에 집중된 질량 분포 때문에 양 말단과 허리 부분에서 표면 중력 가속도의 크기가 가장 낮다.

## 표면의 특징

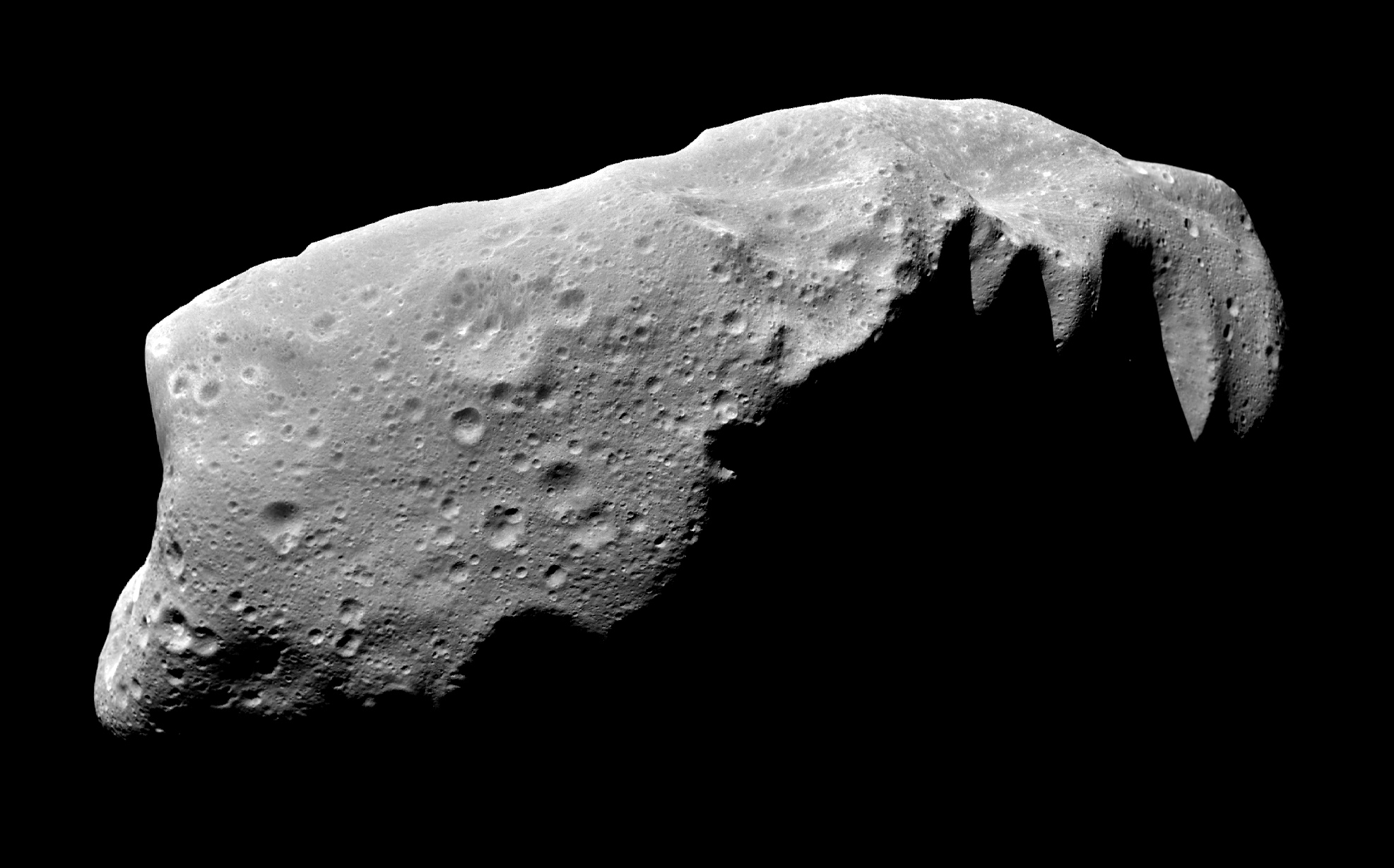
갈릴레오가 가장 가깝게 접근하기 3.5 분 전에 촬영한 사진들의 모자이크.

이다의 표면은 충돌구로 심하게 얽혀 있으며, 새로 형성되거나 발견된 구역에서 사소한 색조 변화가 나타나긴 하지만 전체적으로 회색조를 띤다. 충돌구 외에 골짜기, 능선, 돌출부 등 다른 지형들도 두드러진다. 이다는 두꺼운 표토층으로 덮여 있으며, 부스러기들이 흩어져 아래의 단단한 암석층을 뒤덮고 있다. 커다란 바위인 분출물 암괴(ejecta block)도 표면에서 발견된다.

### 표토

이다 상공 150 미터에서 갈릴레오가 촬영한 사진. 남위 24.8°, 동경 2.8° 지점에 분출물 암괴가 보인다.

이다의 표면은 약 50 ~ 100 미터 두께의 가루 상태의 암석, 표토층으로 덮여 있다. 이 물질은 충돌 사건 당시 형성되어 지질학적 과정을 통해 이다 표면에 고루 퍼졌다. 최근에 표토가 사면이동을 한 증거를 갈릴레오가 관측했다.
이다의 표토는 규산염 광물인 감람석과 휘석으로 구성되어 있으며, 그 외관은 시간이 흐름에 따라 우주 풍화 작용으로 변화했다. 이 작용으로 인해 오래된 표토는 최근에 노출된 것에 비해 좀 더 붉은 빛을 띤다.
20여개의 커다란 ― 가로 크기 약 40 ~ 150 미터 ― 분출물 암괴들이 이다의 표토층에 파묻힌 상태로 발견되었다. 분출물 암괴들은 표토층에서 가장 큰 덩어리 조각들이다. 분출물 암괴는 충돌 사건 때 파괴되는 것으로 생각되므로 현재 표면에 존재하는 암괴들은 최근에 만들어졌거나 충돌 사건으로 표면에 노출된 것으로 보인다. 대부분의 분출물 암괴는 라스코 충돌구와 매머드 충돌구 내에 위치해 있지만 그곳에서 만들어지지는 않은 것 같고, 이다의 불균등한 중력장으로 인해 부스러기들이 이 지역들로 끌려가는 것이다. 소행성 반대편에 있는 젊은 충돌구, 아주라 충돌구에서 만들어진 것으로 보이는 암괴들도 있다.

### 지형
이다의 표면에는 두드러지는 지형지물이 여럿 존재한다. 소행성은 두 쪽으로 나뉘어 있으며, 이하 구역 1(region 1), 구역 2(region 2)라고 기술하기로 한다. 두 지역을 연결하는 지역을 허리("waist")라고 하며, 이 허리는 부스러기들이 채워져 만들어졌거나 충돌 사건으로 만들어진 것으로 생각된다.
구역 1에는 두 개의 주요한 지형이 존재한다. 하나는 이다 표면에 150도 정도로 뻗어 있는 40 킬로미터 높이의 타운센드 도르숨(Townsend Dorsum) 능선이고, 다른 하나는 비엔나 리지오(Vienna Regio)라고 명명된 커다란 함몰부이다.
구역 2에는 수많은 골짜기가 나 있는데, 큰 것은 너비가 100 미터, 길이가 4 킬로미터에 달한다. 이 골짜기들은 매머드 충돌구, 라스코 충돌구, 카츠너 충돌구와 가까이 있지만 연결되어 있지는 않다. 비엔나 리지오 맞은 편에 있는 것과 같이 대충돌 사건과 관련이 있는 골짜기도 존재한다.

### 충돌구
이다는 태양계에서 가장 심하게 충돌구로 덮여 있는 천체 중 하나이며, 이런 표면을 형성한 일차적 과정은 충돌 사건이다. 충돌구의 양이 포화 상태에 도달하여, 새로 일어난 충돌 사건이 오래된 충돌구를 지워 버리기에 충돌구의 총 수는 대충 일정하다. 이다의 표면을 뒤덮은 충돌구들은 크기와 나이가 각양각색으로, 최근에 형성된 것부터 이다의 나이만큼 오래된 것까지 있다. 가장 오래된 것은 아마 코로니스족 모천체의 대붕괴 때 만들어졌을 것이다. 거의 12 킬로미터에 달하는 가장 큰 충돌구인 충돌구 라스코를 비롯, 구역 2에는 거의 대부분의 충돌구들의 직경이 6 킬로미터를 넘지만 구역 1에는 큰 충돌구들이 전혀 없다. 사슬 모양으로 배열된 충돌구들도 있다.

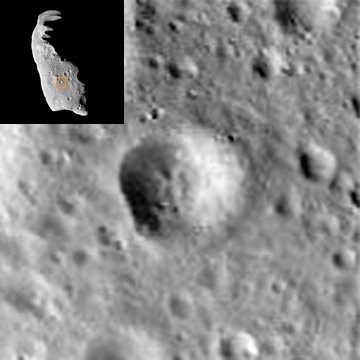
남위 13.2°, 동경 39.9°에 위치한, 너비 약 1.5 km의 비대칭 충돌구 핑갈.

이다의 주요 충돌구들은 지구에 있는 동굴과 용암 동굴들의 이름을 따서 명명되었다. 예를 들어 충돌구 아주라는 푸른 동굴(Blue Grotto)이라고 알려져 있는 카프리섬의 수중 동굴을 따라 이름 붙여진 것이다. 아주라는 이다에 발생한 큰 충돌 사건들 중 가장 최근에 일어난 것의 흔적으로 보인다. 이 충돌로 일어난 분출물은 이다 표면에 불연속적으로 널리 퍼져나갔고 표면에 나타나는 색조와 반사율의 차이를 만들어낸 원인이 되었다. 충돌구 형태학에서 한가지 예외는 새로 생성된 비대칭 충돌구 핑갈으로, 이 충돌구는 바닥과 한쪽 벽면 사이에 날카로운 경계가 존재한다. 그 외에 중요한 충돌구는 충돌구 아폰이 있는데, 아폰은 이다의 본초 자오선을 표시하고 있다.
충돌구들은 평평한 바닥과 중앙 봉우리가 없는 사발 모양으로, 구조상으로 단순하게 생겼다. 충돌구들은 이다 전체에 고루 분포해 있지만 충돌구 쵸우코우티엔 북쪽의 돌출부는 표면이 비교적 매끄럽고 충돌구도 적다. 충돌로 만들어진 산란물은 행성들에서의 그것과는 다르게 퇴적되는데, 이것은 이다의 빠른 자전과 약한 중력, 불규칙한 모양 때문이다. 분출물 퇴적대는 충돌구 주변에 비대칭적으로 깔려 있지만 빠르게 움직이는 분출물의 경우 소행성을 탈출하여 영영 돌아오지 못한다.

## 구성
이다는 반사 스펙트럼이 비슷한 다른 소행성들과 함께 S형 소행성으로 분류된다. S형 소행성은 석철이나 보통 콘드라이트(OC)로 구성되어 있다. 내부 구조는 명확히 분석된 바 없으나 표면의 색깔 변화 관측과 이다의 벌크 밀도가 2.27 ~ 3.10 g/cm3인 것으로 보아 OC와 비슷한 물질로 추측하고 있다. OC는 감람석, 휘석, 철, 장석 등의 다양한 규산염을 포함하고 있는데. 감람석과 휘석은 갈릴레오가 이다에서 그 존재를 확인했다.

## 공전과 자전

2009년 3월 9일의 이다의 위치와 궤도.

이다는 소행성대의 코로니스족 소행성의 일원이다. 이다는 화성과 목성 사이에서 태양과의 평균 거리가 2.862 AU인 궤도를 따라 태양을 공전한다. 이다가 자기 공전 궤도를 완전히 한 바퀴 도는 데는 4.84089년이 걸린다.
이다의 자전 주기는 4.63시간으로, 지금까지 발견된 소행성 중 가장 빠르게 자전하는 것 중의 하나이다. 밀도가 균일하고 이다와 같은 모양을 한 물체의 최대 관성모멘트를 계산한 값은 소행성의 회전축과 일치한다. 이것은 소행성들의 밀도에 특별한 편차는 없다는 것을 시사한다. 비구형 형태의 이다에 태양의 중력이 작용하여 그 자전축은 7만 7천 년 주기를 두고 세차 운동한다.

## 형성
이다는 직경이 120킬로미터쯤 되는 코로니스 모천체가 붕괴될 때 형성되었다. 모천체는 부분적으로 분화되어 있어 무거운 금속질 핵을 갖고 있었는데, 이다를 구성하는 물질은 핵에서 떨어져 나오지 않았다. 이 대붕괴가 얼마나 오래전에 일어났는지는 불확실하다. 이다의 충돌구 형성 과정을 분석한 결과에 따르면 이다의 표면은 적어도 10억 년은 더 되었다. 그러나 이 값은 이다-다크틸 계의 추정 연령인 1억 년과 불일치한다. 크기가 너무 작은 다크틸이 대충돌의 시기에 살아남을 수 있었다고 생각하기는 어렵다. 나이 측정치의 차이는 코노리스 모천체의 붕괴 때 생긴 부스러기로 인한 충돌구 형성의 증가로 설명할 수 있다.

## 위성 다크틸

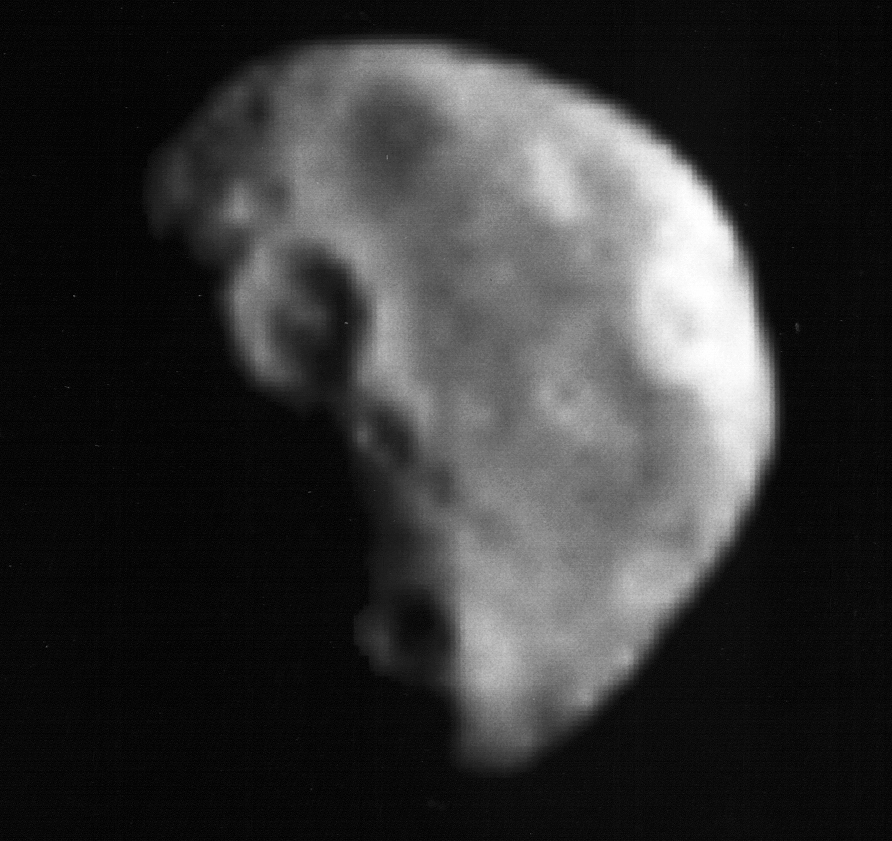
갈릴레오 호가 촬영한 다크틸의 모습.

이다는 다크틸이라는 이름의 작은 위성을 가지고 있다. 다크틸은 1994년, 갈릴레오가 1993년에 촬영한 사진을 분석하던 중 NASA의 연구원에 의해 발견되었으며, 최초로 발견된 소행성 위성이다. 다크틸이라는 이름은 그리스 신화에서 크레타섬 이디산에 살았다는 전설상의 종족 다크틸로이의 이름을 따 명명되었다.
다크틸은 순행 궤도를 따라 이다를 공전하고 있으며 모양은 구형에 가까운 달걀 모양이고, 크기는 약 1.6 × 1.4 × 1.2 킬로미터이다.
| 이름   | 직경 (km)       | 질량 (kg) | 평균 궤도 반지름 (km) | 공전 주기 |
| ------ | --------------- | --------- | --------------------- | --------- |
| 다크틸 | 1.6 × 1.4 × 1.2 | 4×1012    | ?                     | 20시간    |

## 같이 보기
- 소행성 목록
- 243 이다와 다크틸의 지질학적 특징 목록
- 우주선이 방문한 소행성체와 혜성 목록

## 참고 자료
논문
- Asphaug, Erik; Ryan, Eileen V.; Zuber, Maria T. (2003). “Asteroid Interiors” (PDF). 《Asteroids III》 (Tucson: University of Arizona): 463–484. Bibcode:2002aste.conf..463A. 2016년 6월 12일에 원본 문서 (PDF)에서 보존된 문서. 2009년 1월 4일에 확인함.
- Bottke, William F., Jr.; Cellino, A.; Paolicchi, P.; Binzel, R. P. (2002). “An Overview of the Asteroids: The Asteroids III Perspective” (PDF). 《Asteroids III》 (Tucson: University of Arizona): 3–15. Bibcode:2002aste.conf....3B. 2008년 10월 23일에 확인함.
- Britt, D. T.; Yeomans, D. K.; Housen, K.; Consolmagno, G. (2002). “Asteroid Density, Porosity, and Structure” (PDF). 《Asteroids III》 (Tucson: University of Arizona): 485–500. Bibcode:2002aste.conf..485B. 2008년 10월 27일에 확인함.
- Chapman, Clark R. (1994). “The Galileo Encounters with Gaspra and Ida” (PDF). 《Asteroids, Comets, Meteors》: 357–365. Bibcode:1994IAUS..160..357C. 2008년 10월 27일에 확인함.
- Chapman, Clark R.; Klaasen, K.; Belton, Michael J. S.; Veverka, Joseph (1994년 7월). “Asteroid 243 IDA and its satellite” (PDF). 《Meteoritics》 29: 455. Bibcode:1994Metic..29..455C. 2008년 10월 23일에 확인함.
- Chapman, Clark R. (1995년 9월). “Galileo Observations of Gaspra, Ida, and Dactyl: Implications for Meteoritics” (PDF). 《Meteoritics》 30 (5): 496. Bibcode:1995Metic..30R.496C. 2008년 10월 23일에 확인함.
- Chapman, Clark R. (1996년 10월). “S-Type Asteroids, Ordinary Chondrites, and Space Weathering: The Evidence from Galileo's Fly-bys of Gaspra and Ida” (PDF). 《Meteoritics》 31: 699–725. Bibcode:1996M&PS...31..699C. 2008년 10월 27일에 확인함.
- Chapman, Clark R.; Ryan, Eileen V.; Merline, William J.; Neukum, Gerhard; Wagner, Roland; Thomas, Peter C.; Veverka, Joseph; Sullivan, Robert J. (1996년 3월). “Cratering on Ida”. 《Icarus》 120 (1): 77–86. Bibcode:1996Icar..120...77C. doi:10.1006/icar.1996.0038. 2008년 10월 27일에 확인함.
- D'Amario, Louis A.; Bright, Larry E.; Wolf, Aron A. (1992년 5월). “Galileo trajectory design” (PDF). 《Space Science Reviews》 60: 23–78. Bibcode:1992SSRv...60...23D. doi:10.1007/BF00216849. 2008년 10월 22일에 확인함.
- Geissler, Paul E.; Petit, Jean-Marc; Durda, Daniel D.; Greenberg, Richard; Bottke, William F.; Nolan, Michael; Moore, Jeffrey (1996년 3월). “Erosion and Ejecta Reaccretion on 243 Ida and Its Moon” (PDF). 《Icarus》 120 (1): 140–157. Bibcode:1996Icar..120..140G. doi:10.1006/icar.1996.0042. 2009년 3월 26일에 확인함.
- Geissler, Paul E.; Petit, Jean-Marc; Greenberg, Richard (1996). “Ejecta Reaccretion on Rapidly Rotating Asteroids: Implications for 243 Ida and 433 Eros” (PDF). 《Completing the Inventory of the Solar System》 (Astronomical Society of the Pacific) 107: 57–67. Bibcode:1996ASPC..107...57G. 2008년 10월 22일에 확인함.
- Greenberg, Richard; Bottke, William F.; Nolan, Michael; Geissler, Paul E.; Petit, Jean-Marc; Durda, Daniel D.; Asphaug, Erik; Head, James (1996년 3월). “Collisional and Dynamical History of Ida” (PDF). 《Icarus》 120 (1): 106–118. Bibcode:1996Icar..120..106G. doi:10.1006/icar.1996.0040. 2008년 10월 23일에 확인함.
- Hurford, Terry A.; Greenberg, Richard (2000년 6월). “Tidal Evolution by Elongated Primaries: Implications for the Ida/Dactyl System” (PDF). 《Geophysical Research Letters》 27 (11): 1595–1598. Bibcode:2000GeoRL..27.1595H. doi:10.1029/1999GL010956. 2009년 3월 4일에 원본 문서 (PDF)에서 보존된 문서. 2015년 4월 2일에 확인함.
- Lee, Pascal; Veverka, Joseph; Thomas, Peter C.; Helfenstein, Paul; Belton, Michael J. S.; Chapman, Clark R.; Greeley, Ronald; Pappalardo, Robert T.; Sullivan, Robert J.; Head, James W., III (1996년 3월). “Ejecta Blocks on 243 Ida and on Other Asteroids” (PDF). 《Icarus》 120 (1): 87–105. Bibcode:1996Icar..120...87L. doi:10.1006/icar.1996.0039. 2016년 6월 12일에 원본 문서 (PDF)에서 보존된 문서. 2008년 10월 27일에 확인함.
- Mason, John W. (1994년 6월). “Ida's new moon” (PDF). 《Journal of the British Astronomical Association》 104 (3): 108. Bibcode:1994JBAA..104..108M. 2008년 10월 23일에 확인함.
- Monet, A. K. B.; Stone, R. C.; Monet, D. G.; Dahn, C. C.; Harris, H. C.; Leggett, S. K.; Pier, J. R.; Vrba, F. J.; Walker, R. L. (1994년 6월). “Astrometry for the Galileo mission. 1: Asteroid encounters” (PDF). 《The Astronomical Journal》 107 (6): 2290–2294. Bibcode:1994AJ....107.2290M. doi:10.1086/117036. 2008년 10월 23일에 확인함.
- Owen, W. M., Jr.; Yeomans, D. K. (1994년 6월). “The overlapping plates method applied to CCD observations of 243 Ida” (PDF). 《The Astronomical Journal》 107 (6): 2295–2298. Bibcode:1994AJ....107.2295O. doi:10.1086/117037. 2009년 4월 3일에 확인함.
- Petit, Jean-Marc; Durda, Daniel D.; Greenberg, Richard; Hurford, Terry A.; Geissler, Paul E. (1997년 11월). “The Long-Term Dynamics of Dactyl’s Orbit” (PDF). 《Icarus》 130 (1): 177–197. Bibcode:1997Icar..130..177P. doi:10.1006/icar.1997.5788. 2013년 10월 4일에 원본 문서 (PDF)에서 보존된 문서. 2015년 3월 24일에 확인함.
- Seidelmann, P. Kenneth; Archinal, B. A.; A’hearn, M. F.; Conrad, A.; Consolmagno, G. J.; Hestroffer, D.; Hilton, J. L.; Krasinsky, G. A.; Neumann, G.; Oberst, J.; Stooke, P.; Tedesco, Edward F.; Tholen, David J.; Thomas, Peter C.; Williams, I. P. (2007년 7월). “Report of the IAU/IAG Working Group on cartographic coordinates and rotational elements: 2006” (PDF). 《Celestial Mechanics and Dynamical Astronomy》 98 (3): 155–180. doi:10.1007/s10569-007-9072-y. 2009년 1월 12일에 확인함. [깨진 링크(과거 내용 찾기)]
- Sullivan, Robert J.; Greeley, Ronald; Pappalardo, R.; Asphaug, E.; Moore, J. M.; Morrison, D.; Belton, Michael J. S.; Carr, M.; Chapman, Clark R.; Geissler, Paul E.; Greenberg, Richard; Granahan, James; Head, J. W., III; Kirk, R.; McEwen, A.; Lee, P.; Thomas, Peter C.; Veverka, Joseph (1996년 3월). “Geology of 243 Ida” (PDF). 《Icarus》 120 (1): 119–139. Bibcode:1996Icar..120..119S. doi:10.1006/icar.1996.0041. 2016년 6월 12일에 원본 문서 (PDF)에서 보존된 문서. 2008년 10월 27일에 확인함.
- Thomas, Peter C.; Belton, Michael J. S.; Carcich, B.; Chapman, Clark R.; Davies, M. E.; Sullivan, Robert J.; Veverka, Joseph (1996). “The shape of Ida”. 《Icarus》 120 (1): 20–32. Bibcode:1996Icar..120...20T. doi:10.1006/icar.1996.0033.
- Vokrouhlicky, David; Nesvorny, David; Bottke, William F. (2003년 9월 11일). “The vector alignments of asteroid spins by thermal torques” (PDF). 《Nature》 425 (6954): 147–151. Bibcode:2003Natur.425..147V. doi:10.1038/nature01948. PMID 12968171. 2008년 10월 23일에 확인함.
- Wilson, Lionel; Keil, Klaus; Love, Stanley J. (1999년 5월). “The internal structures and densities of asteroids” (PDF). 《Meteoritics & Planetary Science》 34 (3): 479–483. Bibcode:1999M&PS...34..479W. 2008년 10월 22일에 확인함.
- Zellner, Ben; Tholen, David J.; Tedesco, Edward F. (1985년 3월). “The eight-color asteroid survey: Results for 589 minor planets”. 《Icarus》 61 (3): 355–416. Bibcode:1985Icar...61..355Z. doi:10.1016/0019-1035(85)90133-2.

단행본
- Berger, Peter (2003). 〈The Gildemeester Organisation for Assistance to Emigrants and the expulsion of Jews from Vienna, 1938–1942〉.   Gourvish, Terry. 《Business and Politics in Europe, 1900–1970》. Cambridge, UK: Cambridge University Press. ISBN 0521823447.
- Carroll, Bradley W.; Ostlie, Dale A. (1996). 《An Introduction to Modern Astrophysics》. Addison-Wesley Publishing Company. ISBN 0-201-54730-9.
- Greeley, Ronald; Batson, Raymond M. (2001). 《The Compact NASA Atlas of the Solar System》. Cambridge, UK: Cambridge University Press. ISBN 052180633X.
- Lewis, John S. (1996). 《Mining the Sky: Untold Riches from the Asteroids, Comets, and Planets》. Reading, MA: Addison-Wesley. ISBN 0201479591.
- Pausanias; Translated by Jones, W. H. S. & Omerod, H. A. (1916). 《Description of Greece》. Loeb Classical Library. ISBN 0674991044.
- Ridpath, John Clark (1897). 《The Standard American Encyclopedia of Arts, Sciences, History, Biography, Geography, Statistics, and General Knowledge》. Encyclopedia Publishing.
- Schmadel, Lutz D. (2003). 〈Catalogue of Minor Planet Names and Discovery Circumstances〉. 《Dictionary of minor planet names》. IAU commission 20. Springer. ISBN 9783540002383.
- Slivan, Stephen Michael (1995년 6월). 《Spin-Axis Alignment of Koronis Family Asteroids》. Massachusetts Institute of Technolocy. OCLC 32907677. 2009년 4월 10일에 확인함.
- Thomas, Peter C.; Prockter, Louise M. (2004년 5월 28일). 〈Tectonics of Small Bodies〉 (PDF). 《Planetary Tectonics》. Cambridge Planetary Science 11. Cambridge University Press. ISBN 9780521765732. 2009년 3월 4일에 원본 문서 (PDF)에서 보존된 문서. 2008년 11월 29일에 확인함.

기타 자료
- Belton, Michael J. S.; Carlson, R. (1994년 3월 12일). “1993 (243) 1”. 《IAU Circular》 (International Astronomical Union) (5948). Bibcode:1994IAUC.5948....2B. [깨진 링크(과거 내용 찾기)]
- Byrnes, Dennis V.; D'Amario, Louis A.; Galileo Navigation Team (1994년 12월). “Solving for Dactyl's Orbit and Ida's Density”. 《The Galileo Messenger》 (NASA) (35). 2010년 6월 24일에 원본 문서에서 보존된 문서. 2008년 10월 23일에 확인함.
- Chapman, Clark R.; Belton, Michael J. S.; Veverka, Joseph; Neukum, G.; Head, J.; Greeley, Ronald; Klaasen, K.; Morrison, D. (1994년 3월). “First Galileo image of asteroid 243 Ida” (PDF). 《Abstracts of the 25th Lunar and Planetary Science Conference》 (Lunar and Planetary Institute): 237쪽 ~ 238. Bibcode:1994LPI....25..237C. 2008년 10월 23일에 확인함.
- Cowen, Ron (1993년 10월 2일). “Close-up of an asteroid: Galileo eyes Ida” 144 (14). Science News. 215면. ISSN 0036-8423.
- Cowen, Ron (1995년 4월 1일). “Idiosyncrasies of Ida—asteroid 243 Ida's irregular gravitational field” (PDF) 147 (15). Science News. 207면. ISSN 0036-8423. 2012년 3월 27일에 원본 문서 (PDF)에서 보존된 문서. 2009년 3월 26일에 확인함.
- Greeley, Ronald; Sullivan, Robert J.; Pappalardo, R.; Head, J.; Veverka, Joseph; Thomas, Peter C.; Lee, P.; Belton, M.; Chapman, Clark R. (1994년 3월). “Morphology and Geology of Asteroid Ida: Preliminary Galileo Imaging Observations” (PDF). 《Abstracts of the 25th Lunar and Planetary Science Conference》 (Lunar and Planetary Institute): 469쪽 ~ 470. Bibcode:1994LPI....25..469G. 2008년 10월 23일에 확인함.
- Green, Daniel W. E. (1994년 9월 26일). “1993 (243) 1 = (243) Ida I (Dactyl)”. 《IAU Circular》 (International Astronomical Union) (6082). Bibcode:1994IAUC.6082....2G. 2020년 5월 31일에 원본 문서에서 보존된 문서. 2010년 3월 30일에 확인함.
- Holm, Jeanne; Jones, Jan (ed.) (1994년 6월). “Discovery of Ida's Moon Indicates Possible "Families" of Asteroids”. 《The Galileo Messenger》 (NASA) (34). 2010년 6월 24일에 원본 문서에서 보존된 문서. 2008년 10월 23일에 확인함.
- Raab, Herbert (2002). “Johann Palisa, the most successful visual discoverer of asteroids” (PDF). 《Meeting on Asteroids and Comets in Europe》. 2007년 9월 28일에 원본 문서 (PDF)에서 보존된 문서. 2008년 10월 23일에 확인함.
- Sárneczky, K; Kereszturi, Á. (2002년 3월). “'Global' Tectonism on Asteroids?” (PDF). 《33rd Annual Lunar and Planetary Science Conference》. Bibcode:2002LPI....33.1381S. 2008년 10월 22일에 확인함.
- Stooke, P. J. (1997). “Reflections on the Geology of 243 Ida” (PDF). 《Lunar and Planetary Science XXVIII》: 1385쪽 ~ 1386. 2008년 11월 29일에 확인함.
- “JPL Small-Body Database Browser: 243 Ida”. 제트추진연구소. 2008년 8월 25일.
- “Images of Asteroids Ida & Dactyl”. 미국 항공우주국. 2005년 8월 23일. 2011년 8월 18일에 원본 문서에서 보존된 문서. 2008년 12월 4일에 확인함.
- “Gazetteer of Planetary Nomenclature: Ida”. 미국 지질조사국 천체지질학 연구 프로그램. 2009년 4월 15일에 확인함.